# Rhadinella tolpanorum
Rhadinella tolpanorum är en ormart som beskrevs av Holm och Cruz 1994. Rhadinella tolpanorum ingår i släktet Rhadinella och familjen snokar. Inga underarter finns listade i Catalogue of Life.
Denna orm förekommer i en liten region i norra Honduras. Arten lever i bergstrakter mellan 1700 och 1800 meter över havet. Den vistas i molnskogar. Rhadinella tolpanorum gräver i lövskiktet och i det översta jordlagret. Honor lägger antagligen ägg.
Beståndet hotas av skogsröjningar. Utbredningsområdet uppskattas vara 75 km ² stort. IUCN listar arten som akut hotad (CR).